# Arcidiocesi di Anchorage-Juneau

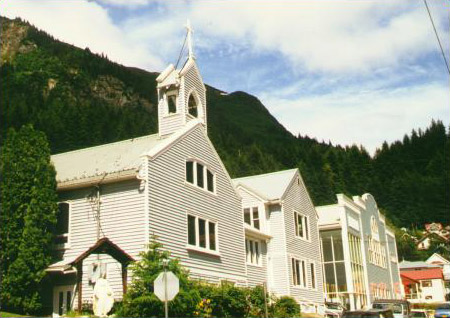
La concattedrale della Natività della Beata Vergine Maria di Juneau.

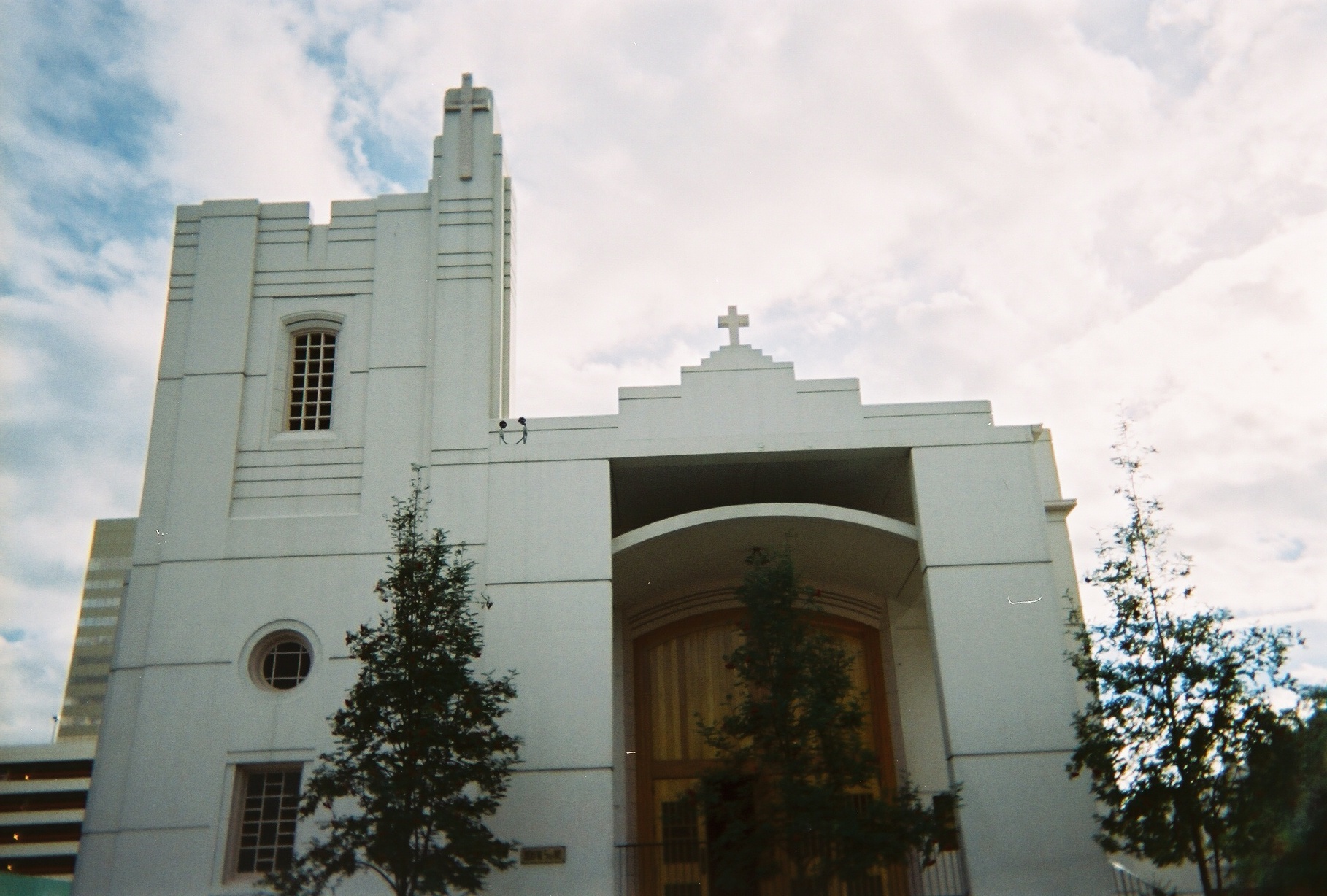
L'ex cattedrale della Sacra Famiglia di Anchorage.

L'arcidiocesi di Anchorage-Juneau (in latino Archidioecesis Ancoragiensis-Junellensis) è una sede metropolitana della Chiesa cattolica negli Stati Uniti d'America. Nel 2023 contava 56 100 battezzati su 645 600 abitanti. È retta dall'arcivescovo Andrew Eugene Bellisario, C.M.

## Territorio
L'arcidiocesi comprende la parte meridionale dell'Alaska: l'Alaska sud-orientale, l'Alaska centro-meridionale, gran parte dell'Alaska sud-occidentale e le Isole Aleutine.
Sede arcivescovile è la città di Anchorage, dove si trovano la cattedrale di Nostra Signora di Guadalupe e l'ex cattedrale della Sacra Famiglia. A Juneau si erge la concattedrale della Natività della Beata Vergine Maria.
Il territorio si estende su 320.932 km² ed è suddiviso in 32 parrocchie.
La provincia ecclesiastica di Anchorage-Juneau comprende l'altra diocesi dell'Alaska, la diocesi di Fairbanks.

## Storia

### Arcidiocesi di Anchorage
L'arcidiocesi fu eretta il 22 gennaio 1966 con la bolla Quam verae di papa Paolo VI, ricavandone il territorio dalle diocesi di Juneau e di Fairbanks.
Il 28 aprile 1967, con la lettera apostolica Praestans opificum, lo stesso papa Paolo VI proclamò San Giuseppe Lavoratore patrono principale dell'arcidiocesi.
Prima dell'unione il territorio si estendeva su 223 674 km² ed era suddiviso in 23 parrocchie.

### Diocesi di Juneau
La diocesi di Juneau fu eretta il 23 giugno 1951 con la bolla Evangelii Praeconum di papa Pio XII, ricavandone il territorio dal vicariato apostolico dell'Alaska (oggi diocesi di Fairbanks).
Il 22 gennaio 1966 cedette una porzione di territorio a vantaggio dell'erezione dell'arcidiocesi di Anchorage, di cui fu resa suffraganea.
Prima dell'unione il territorio si estendeva su 97 258 km² ed era suddiviso in 9 parrocchie.

### Arcidiocesi di Anchorage-Juneau
Il 7 giugno 2019 il vescovo di Juneau Andrew Eugene Bellisario è stato nominato amministratore apostolico dell'arcidiocesi di Anchorage.
Il 19 maggio 2020 l'arcidiocesi di Anchorage e la diocesi di Juneau sono state unite da papa Francesco con la bolla Demandatum Nobis; contestualmente la nuova circoscrizione ha assunto il nome attuale.

## Cronotassi dei vescovi
Si omettono i periodi di sede vacante non superiori ai 2 anni o non storicamente accertati.

### Sede di Anchorage
- John Joseph Thomas Ryan † (7 febbraio 1966 - 4 novembre 1975 nominato arcivescovo coadiutore dell'ordinariato militare negli Stati Uniti d'America)
- Francis Thomas Hurley † (4 maggio 1976 - 3 marzo 2001 dimesso)
- Roger Lawrence Schwietz, O.M.I. (3 marzo 2001 succeduto - 4 ottobre 2016 ritirato)
- Paul Dennis Etienne (4 ottobre 2016 - 29 aprile 2019 nominato arcivescovo coadiutore di Seattle)
  - Andrew Eugene Bellisario, C.M. (7 giugno 2019 - 19 maggio 2020 nominato arcivescovo di Anchorage-Juneau) (amministratore apostolico)

### Sede di Juneau
- Robert Dermot O'Flanagan † (9 luglio 1951 - 19 giugno 1968 dimesso[5])
- Francis Thomas Hurley † (20 luglio 1971 - 4 maggio 1976 nominato arcivescovo di Anchorage)
- Michael Hughes Kenny † (22 marzo 1979 - 19 febbraio 1995 deceduto)
- Michael William Warfel (19 novembre 1996 - 20 novembre 2007 nominato vescovo di Great Falls-Billings)[6]
- Edward James Burns (19 gennaio 2009 - 13 dicembre 2016 nominato vescovo di Dallas)
- Andrew Eugene Bellisario, C.M. (11 luglio 2017 - 19 maggio 2020 nominato arcivescovo di Anchorage-Juneau)

### Sede di Anchorage-Juneau
- Andrew Eugene Bellisario, C.M., dal 19 maggio 2020

## Statistiche
L'arcidiocesi nel 2023 su una popolazione di 645.600 persone contava 56.100 battezzati, corrispondenti all'8,7% del totale.
| anno                            | popolazione | popolazione | popolazione | presbiteri | presbiteri | presbiteri | presbiteri                | diaconi | religiosi | religiosi | parrocchie |
| anno                            | battezzati  | totale      | %           | numero     | secolari   | regolari   | battezzati per presbitero | diaconi | uomini    | donne     | parrocchie |
| ------------------------------- | ----------- | ----------- | ----------- | ---------- | ---------- | ---------- | ------------------------- | ------- | --------- | --------- | ---------- |
| arcidiocesi di Anchorage        |             |             |             |            |            |            |                           |         |           |           |            |
| 1966                            | 30.000      | 130.000     | 23,1        | 18         | 6          | 12         | 1.666                     |         | 10        | 30        | 9          |
| 1970                            | 35.528      | 141.629     | 25,1        | 33         | 16         | 17         | 1.076                     |         | 19        | 32        | 11         |
| 1976                            | 25.000      | 175.000     | 14,3        | 26         | 14         | 12         | 961                       |         | 14        | 28        | 18         |
| 1980                            | 20.038      | 206.000     | 9,7         | 37         | 17         | 20         | 541                       | 1       | 20        | 38        | 20         |
| 1990                            | 21.053      | 220.000     | 9,6         | 36         | 19         | 17         | 584                       | 11      | 23        | 46        | 21         |
| 1999                            | 29.307      | 389.401     | 7,5         | 28         | 19         | 9          | 1.046                     | 12      | 1         | 41        | 19         |
| 2000                            | 31.071      | 396.801     | 7,8         | 34         | 24         | 10         | 913                       | 16      | 11        | 44        | 19         |
| 2001                            | 32.364      | 370.376     | 8,7         | 34         | 22         | 12         | 951                       | 15      | 13        | 42        | 20         |
| 2002                            | 31.112      | 395.951     | 7,9         | 28         | 17         | 11         | 1.111                     | 15      | 13        | 46        | 20         |
| 2003                            | 32.170      | 401.619     | 8,0         | 30         | 20         | 10         | 1.072                     | 13      | 13        | 43        | 20         |
| 2004                            | 29.693      | 345.975     | 8,6         | 32         | 23         | 9          | 927                       | 19      | 12        | 41        | 20         |
| 2006                            | 28.136      | 437.463     | 6,4         | 30         | 22         | 8          | 937                       | 14      | 10        | 32        | 20         |
| 2012                            | 33.800      | 460.000     | 7,3         | 32         | 21         | 11         | 1.056                     | 16      | 12        | 19        | 23         |
| 2015                            | 43.761      | 473.348     | 9,2         | 34         | 23         | 11         | 1.287                     | 13      | 12        | 23        | 23         |
| 2018                            | 44.723      | 483.815     | 9,2         | 36         | 24         | 12         | 1.242                     | 22      | 12        | 23        | 23         |
| diocesi di Juneau               |             |             |             |            |            |            |                           |         |           |           |            |
| 1966                            | 3.000       | 40.000      | 7,5         | 8          | 4          | 4          | 375                       |         |           | 20        | 5          |
| 1968                            | 3.200       | 45.000      | 7,1         | 9          | 6          | 3          | 355                       |         | 3         | 10        | 6          |
| 1976                            | 4.800       | 43.000      | 11,2        | 12         | 8          | 4          | 400                       |         | 4         | 26        | 9          |
| 1980                            | 5.272       | 54.400      | 9,7         | 10         | 9          | 1          | 527                       | 7       | 1         | 14        | 9          |
| 1990                            | 6.785       | 66.980      | 10,1        | 11         | 8          | 3          | 616                       | 9       | 3         | 11        | 11         |
| 1999                            | 6.043       | 74.285      | 8,1         | 18         | 14         | 4          | 335                       | 5       |           | 6         | 10         |
| 2000                            | 6.049       | 73.302      | 8,3         | 11         | 7          | 4          | 549                       | 5       | 4         | 7         | 10         |
| 2001                            | 5.453       | 73.302      | 7,4         | 8          | 6          | 2          | 681                       | 5       | 2         | 7         | 10         |
| 2002                            | 6.250       | 73.302      | 8,5         | 10         | 7          | 3          | 625                       | 5       | 3         | 6         | 11         |
| 2003                            | 6.318       | 72.108      | 8,8         | 12         | 10         | 2          | 526                       | 4       | 2         | 4         | 11         |
| 2004                            | 5.366       | 72.108      | 7,4         | 11         | 9          | 2          | 487                       | 3       | 2         | 4         | 11         |
| 2006                            | 7.350       | 71.970      | 10,2        | 9          | 7          | 2          | 816                       | 3       | 2         | 4         | 11         |
| 2011                            | 10.220      | 76.500      | 13,4        | 8          | 6          | 2          | 1.277                     |         | 2         | 3         | 9          |
| 2013                            | 10.400      | 77.900      | 13,4        | 10         | 8          | 2          | 1.040                     | 3       | 2         | 3         | 9          |
| 2016                            | 10.574      | 79.557      | 13,3        | 9          | 7          | 2          | 1.174                     | 6       | 2         | 3         | 9          |
| 2019                            | 10.000      | 75.520      | 13,2        | 8          | 6          | 2          | 1.250                     | 5       | 2         | 2         | 10         |
| arcidiocesi di Anchorage-Juneau |             |             |             |            |            |            |                           |         |           |           |            |
| 2020                            | 55.297      | 563.372     | 9,8         | 47         | 34         | 13         | 1.178                     | 33      | 14        | 23        | 32         |
| 2020                            | 55.297      | 641.770     | 8,6         | 43         | 30         | 13         | 1.286                     | 33      | 13        | 25        | 32         |
| 2022                            | 56.000      | 645.000     | 8,7         | 44         | 30         | 14         | 1.272                     | 37      | 15        | 23        | 32         |
| 2023                            | 56.100      | 645.600     | 8,7         | 40         | 28         | 12         | 1.402                     | 33      | 13        | 22        | 32         |